# Pedrinate
Pedrinate (in lombardo Pidrinaa) è una frazione del comune svizzero di Chiasso, nel Canton Ticino (distretto di Mendrisio).

## Geografia fisica
La località è situata sul versante meridionale del Monte Penz, confinante a ovest, a sud e a est con l'Italia. È il centro abitato più meridionale della Svizzera.
Da Pedrinate si può salire tramite una breve carrareccia a un piccolo balcone panoramico che guarda verso la piana di Chiasso, le montagne del basso Canton Ticino e la valle di Muggio.

## Storia

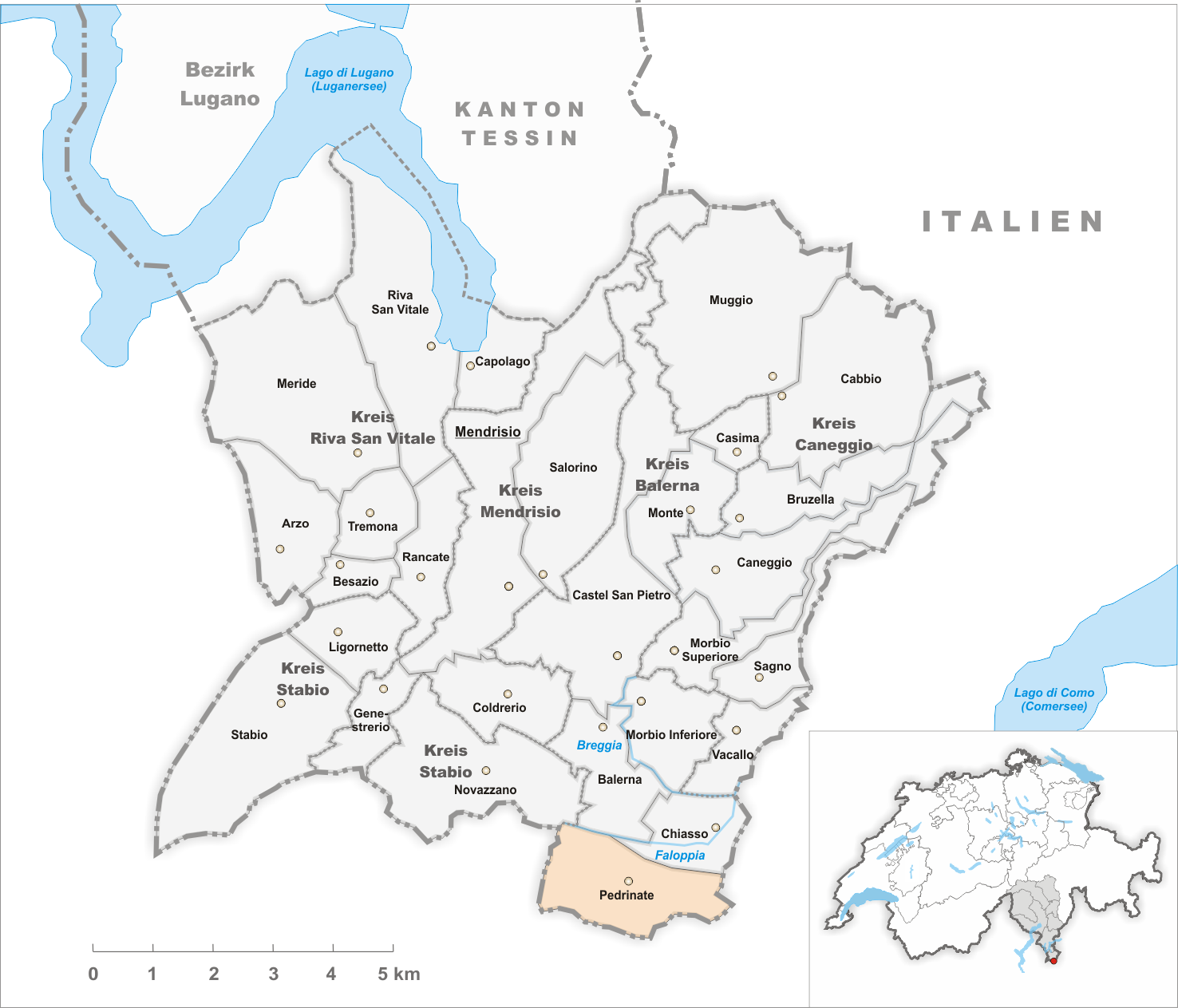
Il territorio del comune di Pedrinate prima degli accorpamenti comunali del 1976

Alcuni fanti sulla strada verso il cambio della guardia a Pedrinate. Sullo sfondo: il campanile della chiesa di Santa Croce.

I primi insediamenti umani nella zona risalgono all’Età del Bronzo.
Alcuni reperti archeologici rinvenuti sotto la chiesa di Santo Stefano testimoniano il passaggio dei Romani: in epoca romana, il luogo avrebbe ospitato un tempio pagano attorno al quale sarebbero state poi edificate alcune abitazioni.
La più antica menzione storica della località di Pedrenate risale a un documento del 1291.
Già comune autonomo che comprendeva anche la frazione di Seseglio e che si estendeva per 2,24 km², nel 1976 Pedrinate è stato accorpato al comune di Chiasso.

## Monumenti e luoghi d'interesse

### Architetture religiose
La chiesa di Santa Croce, attestata dal 1599 e parrocchiale dal 1792, è un edificio in stile tardo Barocco.
La chiesa-oratorio di Santo Stefano al Colle, attestata dal 1545 ma eretta presumibilmente su un'edicola romana, si trova in posizione dominante sul villaggio, in prossimità della vetta del Monte Penz.

### Altro
Da Pedrinate è possibile raggiungere il "cippo di confine 75B", situato in prossimità del punto più a sud della Svizzera.

## Società

### Evoluzione demografica
L'evoluzione demografica è riportata nella seguente tabella:
Abitanti censiti

## Economia
La campagna nei dintorni di Pedrinate è coltivata a vigneto, da cui si produce l'omonimo vino Pedrinate, ottenuto da vitigni merlot e cabernet sauvignon. All'inizio del XX secolo, tale produzione vinicola rappresentava una tipicità locale.
A Pedrinate, che durante il Novecento ha costituito uno dei punti di passaggio dei contrabbandieri provenienti dalla vicina Italia, è tutt'ora presente una dogana turistica verso la località italiana di Drezzo.

## Amministrazione
Ogni famiglia originaria del luogo fa parte del cosiddetto comune patriziale e ha la responsabilità della manutenzione di ogni bene ricadente all'interno dei confini della frazione.